# Куцько, Владислав Сергеевич
Владисла́в Серге́евич Куцько́ (укр. Владислав Сергійович Куцько) — украинский военнослужащий, майор, участник российско-украинской войны. Герой Украины (2024).

## Биография
Во время российского вторжения в Украину майор Владислав Куцько командовал подразделениями, удерживавшими подступы к дороге Бахмут — Часов Яр, а также оборонявшими позиции в Луганской области. Он спланировал операцию по уничтожению крупного склада боеприпасов, в ходе которой было ликвидировано 53 противника.

## Награды
- Звание «Герой Украины» с удостоением ордена «Золотая Звезда» (24 февраля 2024) — за личное мужество и героизм, проявленные в защите государственного суверенитета и территориальной целостности Украины, верность военной присяге[1].
- Орден Богдана Хмельницкого III степени (15 апреля 2022) — за личное мужество и высокий профессионализм, проявленные в защите государственного суверенитета и территориальной целостности Украины, верность военной присяге[2].